# 卓閏
卓閏，又名卓润，福建福州府怀安县人，明朝政治人物、進士出身。
洪武十七年，福建甲子乡试中舉。洪武十八年，登乙丑科會試中進士，授訓導。